# Strömstad (commune)
La commune de Strömstad est une commune suédoise du comté de Västra Götaland, peuplée d'environ 13 280 habitants (2020). Son chef-lieu se situe à Strömstad.

## Localités principales
- Kebal
- Skee
- Strömstad